# Witte himalayaberk
De witte himalayaberk (Betula utilis) is een plant uit de berkenfamilie (Betulaceae) die van nature voorkomt van Zuidwest-China tot in de westelijke Himalaya. De boom wordt 15–20 m hoog en heeft een zilverwitte schors die afschilfert waarbij de onderliggende donkerbruine laag zichtbaar wordt. De schuin opgaande takken schilferen af. De grote lederachtige bladeren zijn donkergroen en verkleuren in de herfst goudgeel. De mannelijke katjes hangen en de 3 cm lange, vrouwelijke staan rechtop. De vrucht is een nootje.
In Nederland wordt de vegetatief vermeerderde witte himalayaberk aangeplant in brede straten,lanen en parken, ook bekend als cultivar Betula utilis 'Doorenbos', Betula utilis subsp. jacquemontii of ook Betula jacquemontii.

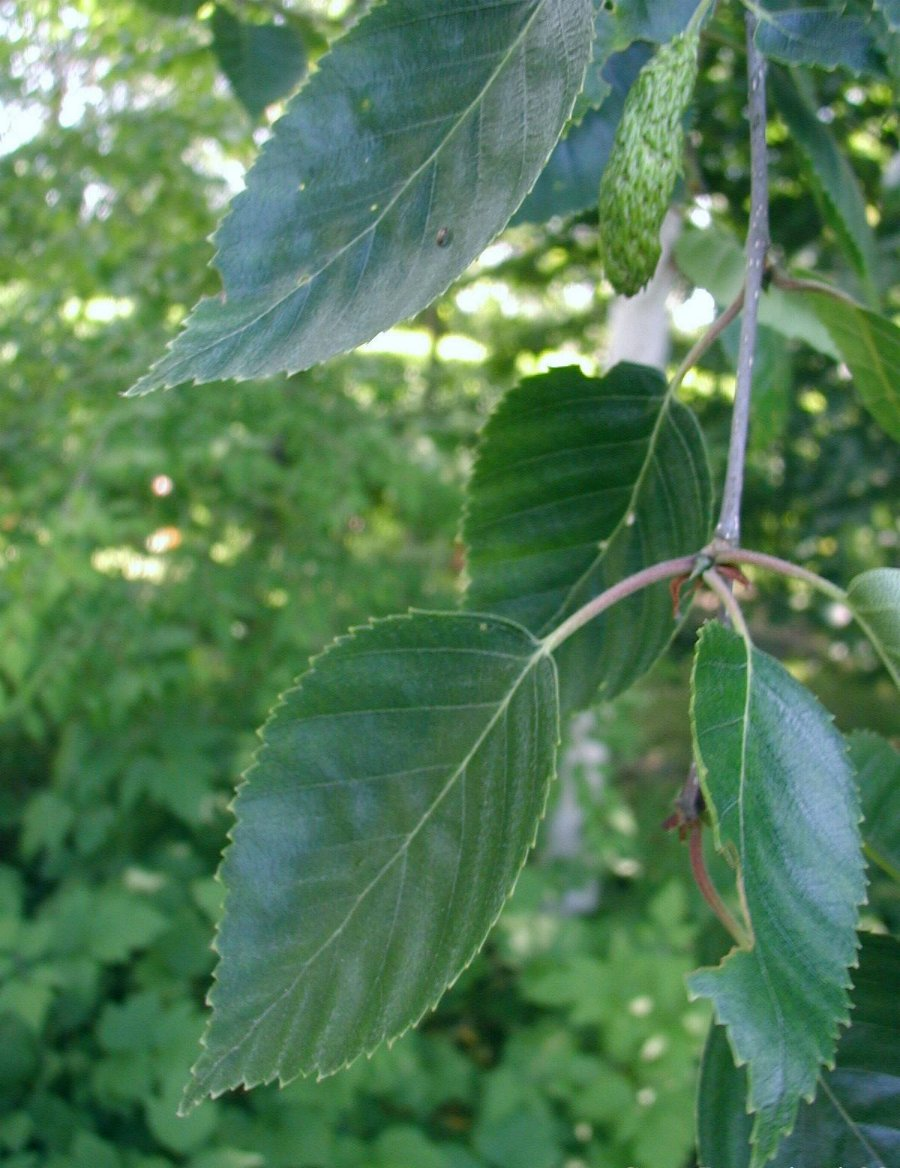
Het blad van de witte himalayaberk

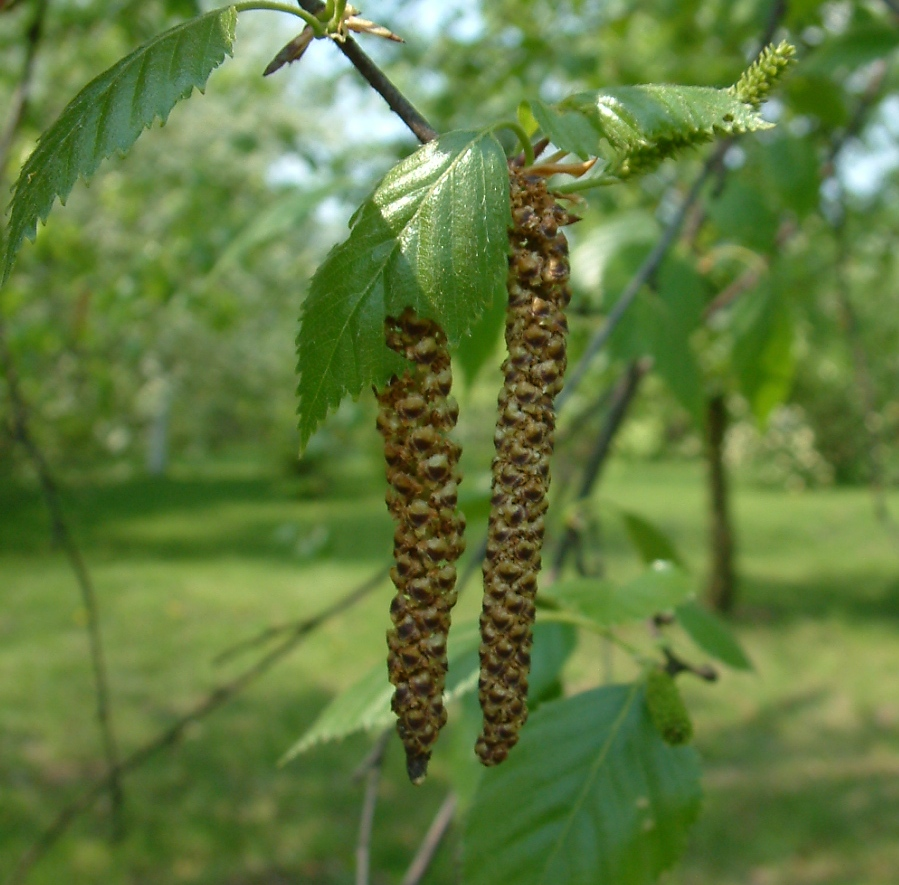
Twee hangende mannelijke katjes en een schuin opstaand vrouwelijk katje

... · 
B. albosinensis (Chinese berk) · 
B. ermanii (Goudberk) · 
B. fruticosa  · 
B. humilis  · 
B. lenta (Suikerberk) · 
B. maximowicziana (Grootbladige berk) · 
B. medwediewii (Transkaukasische berk) · 
B. nana (Dwergberk) · 
B. nigra (Rode berk) ·  
B. papyrifera (Papierberk) · 
B. paraermanii · 
B. pendula (Ruwe berk) · 
B. platyphylla (Aziatische berk) · 
B. populifolia (Grijze berk) · 
B. pubescens (Zachte berk) · 
B. utilis (Witte Himalayaberk) · 
...